# Гадебуш
Гадебуш (нім. Gadebusch) — місто в Німеччині, розташоване в землі Мекленбург-Передня Померанія. Входить до складу району Північно-Західний Мекленбург. Центр об'єднання громад Гадебуш.
Площа — 47,65 км2. Населення становить 5461 ос. (станом на 31 грудня 2020).